# Chilocentropus
Genre
Chilocentropus est un genre d'insectes de l'ordre des trichoptères et de la famille des Ecnomidae.

## Systématique
Le genre Chilocentropus a été créé en 1934 par le prêtre et entomologiste espagnol Longinos Navás (1858–1938).

## Liste d'espèces
Selon ITIS (27 juin 2022) :
- Chilocentropus disparilis Navás, 1934